# Meczet Kawalerów w Beracie
Meczet Kawalerów (alb. Xhamia e Beqarëve) – zabytkowy meczet znajdujący się w Beracie, w południowej Albanii.

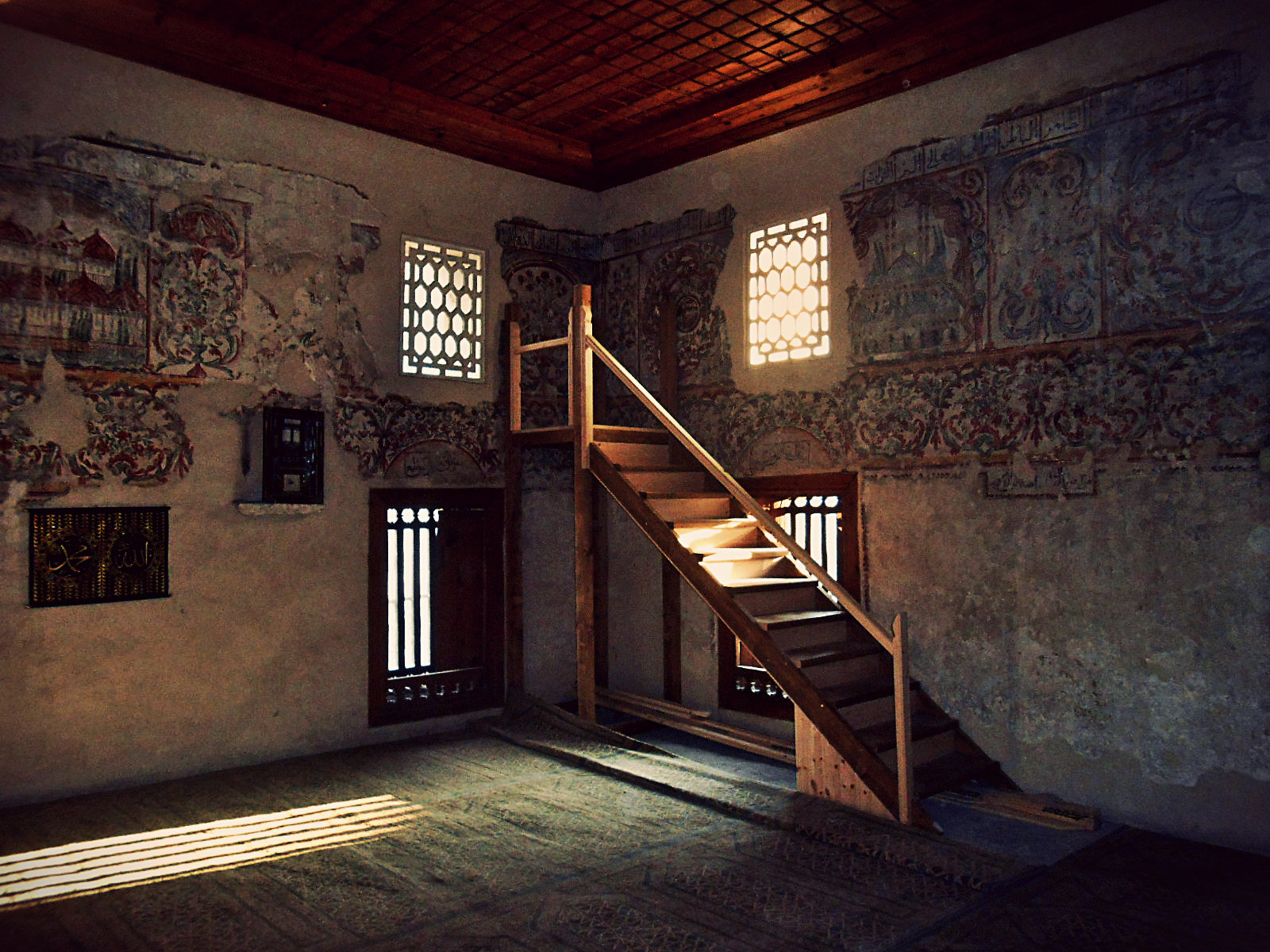
Wnętrze meczetu

Został wybudowany w dzielnicy Mangalem w latach 1826–1827. Służył jako miejsce modlitwy i spotkań nieżonatym młodzieńcom z różnych cechów miejskich, którzy dorabiali pracując jako strażnicy nocni na targu miejskim.
Dwupiętrowy meczet ma wymiary 16,9 na 18,3 metra, sala modlitewna ma kształt zbliżony do kwadratu o boku około 12 m. Na południowo-zachodnim rogu świątyni zbudowany jest stosunkowo niski minaret.
Po ogłoszeniu w 1967 roku przez Envera Hodżę „Rewolucji Ideologicznej i Kulturalnej” i deklarowania Albanii pierwszym na świecie państwem ateistycznym, rozpoczęły się represje wobec wszystkich wspólnot religijnych i kościołów w Albanii. Obiekty sakralne przejęło państwo, większość z nich zostało zniszczonych. Meczet Kawalerów także uległ częściowemu zniszczeniu, które najbardziej dotknęło najcenniejszy jego zabytek: oryginalne malowidła ścienne powstałe w latach 1827–1828. Geometryczne wzory oraz przedstawienia obiektów sakralnych zachowały się wewnątrz meczetu oraz na najwyższych częściach ścian zewnętrznych.
W 1961 obiekt został wpisany na listę religijnych zabytków kulturowych Albanii (Objekte fetare me statusin Monument Kulture).